# Gulzarilal Nanda
Gulzarilal Nanda (4 de julho de 1898 – 15 de janeiro de 1998), cujo nome é também grafado como Gulzari Lal Nanda, foi um político e economista indiano, especializado em questões trabalhistas. Ele foi Primeiro Ministro interino da Índia por duas vezes: a primeira após a morte de Jawaharlal Nehru em 1964 e a segunda após a morte de Lal Bahadur Shastri em 1966. Ambas as interinidades foram de menos de 2 semanas, período necessário para que o Partido do Congresso (no poder) elegesse um novo líder.
Apesar da curta duração, sua segunda interinidade ocorreu em meio às complicadas negociações que se seguiram à Guerra Indo-Paquistanesa de 1965, quando Índia e Paquistão, sob intermediação da União Soviética tentavam entendimentos para retomar a linha de fronteira existente antes da guerra.
Nasceu em Sialkot, Punjab, província que pertencia à Índia Britânica na época do seu nascimento, mas que passou a fazer parte do Paquistão após a divisão territorial ocorrida em 1947.
Foi eleito 5 vezes para a Lok Sabha (câmara baixa do Parlamento Indiano), desde as primeiras eleições da Índia, em 1951. Membro de diversos gabinetes governamentais, serviu a sucessivas gestões como Ministro de Estado. Em 1952, foi nomeado Ministro do Planejamento, Irrigação e Energia e, em 1957, tornou-se Ministro do Trabalho, Emprego e Planejamento.
É lembrado como um político dedicado, despojado e desinteressado de bens materiais, por questão de princípios.  Não se beneficiava do poder para quaisquer interesses pessoais, nem possuía nada de próprio, morava com a família em residências alugadas. No fim da vida, tinha pouco até mesmo para sua sobrevivência. Foi distinguido em 1997 com o Bharat Ratna, a mais elevada condecoração dada a civis na India.